# Kim Basinger

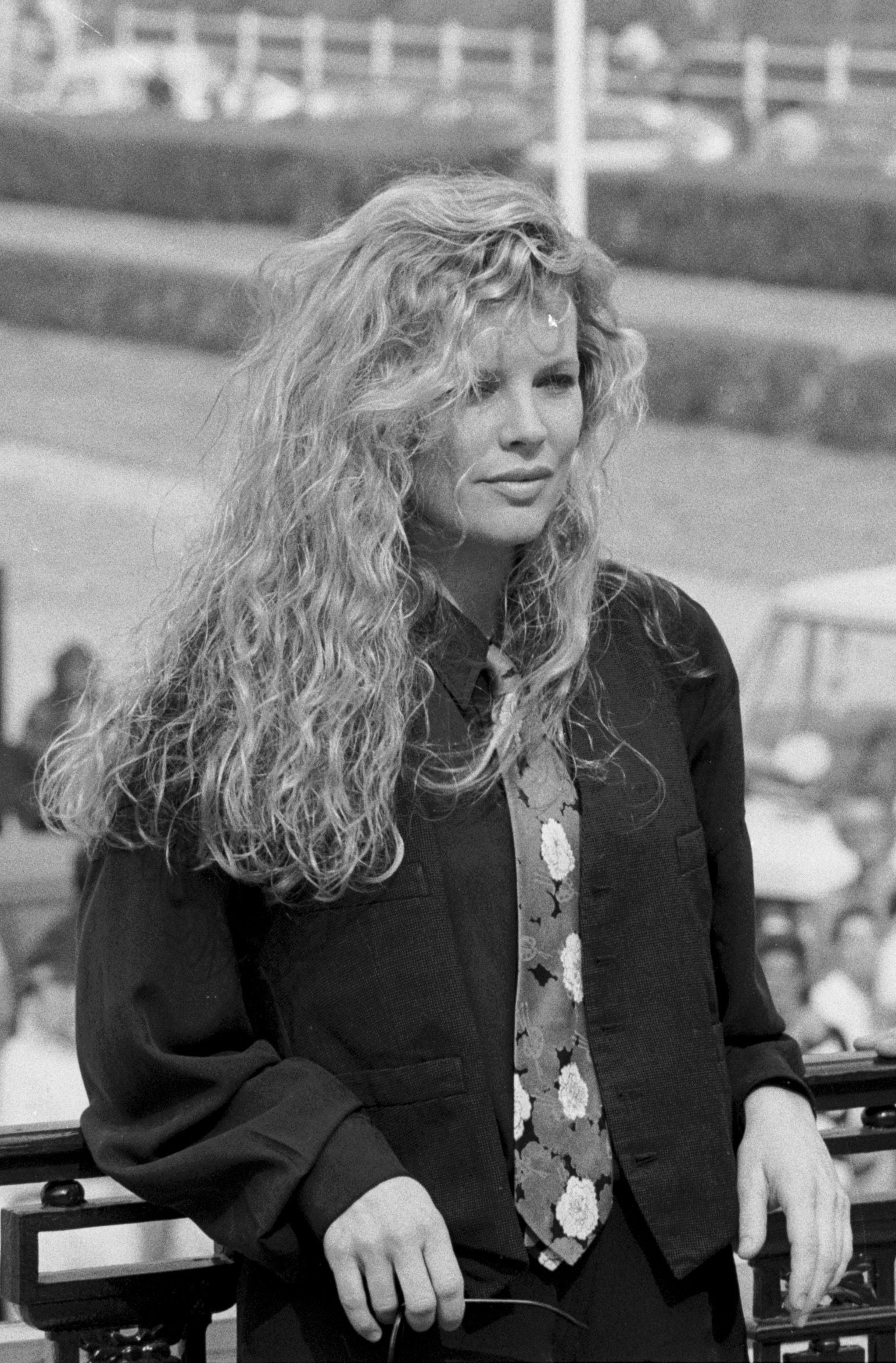
Kim Basinger în 1989

Kimila Ann "Kim" Basinger (pronunțat [ˈbeɪsɪŋər] [beĭ-sing-ăr], deși și pronunția pronunție în engleză [ˈbæsɪndʒər] [be-sin-ǧăr] este populară; n. 8 decembrie 1953, Georgia, SUA) este o actriță și cântăreață americană, fost fotomodel.

## Date biografice
Kim Basinger este al treilea copil în familia muzicianului Don Basinger, formată din cinci copii. Mama ei, Ann, a fost model, actriță și înotătoare sincron și a apărut în multe filme cu Esther-Williams. Tatăl, Donald Wade Basinger a fost cântăreț de jazz și ca soldat în armata americană a aterizat în Normandia în D-Day (6 iunie 1944). Are doi frați Mick și Skip și două surori Ashley și Barbara. Strămoșii săi sunt de origine engleză, germană, suedeză și scoțiană din Ulster⁠. Kim, la trei ani începe să ia lecții de balet. 
În 1970 este aleasă "Miss Georgia", după care a început în New York cariera ei de fotomodel. În paralel studiază artele dramatice, jucând pe scena unui teatru mic din cartierul newyorkez Greenwich Village. La Hollywood, Kim ajunge în 1976, unde se va căsători în 1980 cu Ron Snyder-Britton, și de care va divorța după 8 ani. În 1983 devine faimoasă pentru că pozează goală pentru Playboy și în același an are primul rol important în filmul James Bond Never say never again, alături de Sean Connery. Este foarte apreciată de regizorul Barry Levinson, care o vrea în alte două filme:The man who loved woman (1983) și The natural alături de Robert Redford, pentru care primește o nominalizare la Globul de Aur, pentru cea mai bună actriță în rol secundar. Împreună cu Mickey Rourke cucerește faima mondială cu filmul 9½ Weeks lansat în 1986. În anul 1993, se căsătorește cu actorul Alec Baldwin, cu care are în 1995 o fiică, iar cariera de actriță va fi neglijată. Revine pe marile ecrane în 1997, cu filmul L.A. Confidential, care-i aduce Premiul Oscar pentru cea mai bună actriță într-un rol secundar, Globul de Aur și premiul Screen Actors Guild Award. În anul 2002, joacă alături de Eminem în 8 Mile în regia lui Curtis Hanson. În același an se separă de Alec Baldwin și în următorii ani va urma o bătălie legală pentru custodia fiicei lor, Ireland Eliesse Baldwin.

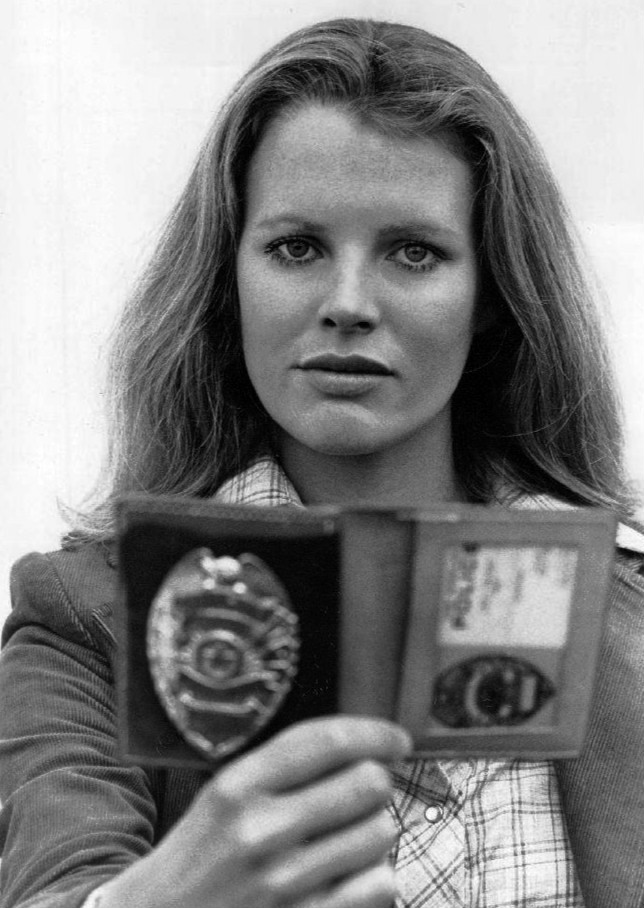
Basinger în rolul ofițerului J.Z. Kane în serialul ABC Dog and Cat (1977)

## Dificultăți financiare
În anul 1989 unii membrii ai familiei au sfătuit-o să cumpere orășelul Braselton, în Georgia, pentru 20 de milioane dolari, pentru a face din el o atracție turistică cu studiouri cinematografice și festivale de film. În 1995, întâmpinând greutăți financiare, începe să vândă părți din el. Dificultățile financiare se măresc din cauza controversatului film Boxing Helena. După ce Madonna refuză rolul, casa de producție Main Lane îi propune rolul lui Kim Basinger, iar aceasta acceptă verbal. După ce citește atent scenariul refuză oferta deoarece găsește că sunt prea multe scene de sex și violență. Main Laine o dă în judecată, iar tribunalul decide că trebuie să plătească 8 milioane de daune, plus 3 milioane cheltuieli de judecată. Declară falimentul, neavând posibilitatea de a plătii și face recurs. La al doilea proces tribunalul îi dă dreptate, dar între timp Kim Basinger ajunsese la un acord cu casa de producție, pentru suma de 3,8 milioane de dolari.

## Viața personală
Înainte de a fi faimoasă, Basinger s-a întâlnit cu modelul Tim Saunders, fotograful Dale Robinette și fotbalistul Joe Namath. Ea nu avea un alt atașament public până în 2014, când a început să se întâlnească cu Mitch Stone. La fel ca Snyder și Peters înaintea lui, Stone a cunoscut-o pe Basinger în timp ce își făcea părul pe un platou de film. Cuplul poartă benzi de aur asortate și de atunci s-au mutat împreună.

## Activități
Basinger este vegetariană și susținător al drepturilor animalelor. A apărut în poze anti-blană pentru PETA (People for the Ethical Treatment of Animals). Le-a scris unor designeri precum Yohji Yamamoto să nu folosească blană.

## Discografie
Albumuri de studio
- 1989: Hollywood Affair (producător - Prince; Sabotage Records)

EP-uri
- 1989: The Scandalous Sex Suite EP cu Prince (Warner Bros. Records)
- 1991: The Marrying Man (Too Hot To Handle EP: Music from the Original Motion Picture Soundtrack) (produs de Tim Hauser; Hollywood Records)

## Filmografie

### Cinema
| An   | Film                                     | Rol                       | Premii și nominalizări |
| ---- | ---------------------------------------- | ------------------------- | --- |
| 1981 | Hard Country                             | Jodie                     | |
| 1981 | Killjoy                                  | Laury Medford             | |
| 1982 | Mother Lode                              | Andrea Spalding           | |
| 1983 | Never Say Never Again                    | Domino Petachi            | |
| 1983 | The Man Who Loved Women                  | Louise Carr               | |
| 1984 | The Natural                              | Memo Paris                | Nominalizată la Globul de Aur pentru ”Cea mai bună actriță în rol secundar” |
| 1985 | Fool for Love                            | May                       | |
| 1986 | 9½ Weeks                                 | Elizabeth                 | |
| 1986 | No Mercy                                 | Michele Duval             | |
| 1987 | Blind Date                               | Nadia Gates               | |
| 1987 | Nadine                                   | Nadine Hightower          | |
| 1988 | My Stepmother Is an Alien                | Celeste Martin            | Nominalizată la Saturn Award for Best Actress |
| 1989 | Batman                                   | Vicki Vale                | Nominalizată la Saturn Award for Best Supporting Actress |
| 1991 | The Marrying Man (aka Too Hot to Handle) | Vicki Anderson            | |
| 1992 | Final Analysis                           | Heather Evans             | |
| 1992 | Cool World                               | Holli Would               | |
| 1993 | The Real McCoy                           | Karen McCoy               | |
| 1993 | Wayne's World 2                          | Honey Horné               | |
| 1994 | The Getaway                              | Carol McCoy               | |
| 1994 | Ready to Wear (aka Prêt-à-Porter)        | Kitty Potter              | National Board of Review Award for Best Cast |
| 1997 | L.A. Confidential (film)                 | Lynn Bracken              | Academy Award for Best Supporting Actress Golden Globe Award pentru ”Cea mai bună actriță în rol secundar” Screen Actors Guild Award pentru cea mai bună actriță într-un rol secundar Southeastern Film Critics Association Award pentru ”Cea mai bună actriță în rol secundar” Nominalizată la BAFTA Award for Best Actress in a Leading Role Nominalizată la Screen Actors Guild Award for Outstanding Performance by a Cast in a Motion Picture |
| 2000 | I Dreamed of Africa                      | Kuki Gallmann             | |
| 2000 | Bless the Child                          | Maggie O'Connor           | |
| 2002 | 8 Mile                                   | Stephanie Smith           | |
| 2002 | People I Know                            | Victoria Gray             | |
| 2004 | The Door in the Floor                    | Marion Cole               | |
| 2004 | Elvis Has Left the Building              | Harmony Jones             | Straight to video |
| 2004 | Cellular                                 | Jessica Martin            | Nominalizată la Saturn Award for Best Supporting Actress |
| 2006 | The Sentinel                             | 1st Lady Sarah Ballentine | |
| 2006 | The Mermaid Chair                        | Jessie Sullivan           | |
| 2006 | Even Money                               | Carol Carver              | |
| 2008 | While She Was Out                        | Della Myers               | |
| 2008 | The Informers                            | Laura Sloan               | |
| 2008 | The Burning Plain                        | Gina                      | |
| 2010 | Charlie St. Cloud                        | Claire St. Cloud          | |
| 2013 | Third Person                             | Elaine                    | |
| 2013 | Grudge Match                             | Sally Rose                | |

### Televiziune
| An   | Film                            | Rol               | Note                                         |
| ---- | ------------------------------- | ----------------- | -------------------------------------------- |
| 1976 | Gemini Man                      | Sheila            | Serial TV; episodul: "Night Train to Dallas" |
| 1976 | Charlie's Angels                | Linda Oliver      | Serial TV; episodul: "Angels in Chains"      |
| 1977 | McMillan & Wife                 | Janet Carney      | Serial TV; episodul: "Dark Sunrise"          |
| 1977 | The Six Million Dollar Man      | Lorraine Stenger  | Serial TV; episodul: "The Ultimate Imposter" |
| 1977 | Dog and Cat                     | Officer J.Z. Kane | Serial TV (anulat după 6 episoade)           |
| 1978 | The Ghost of Flight 401         | Prissy Frasier    |                                              |
| 1978 | Katie: Portrait of a Centerfold | Katie McEvera     |                                              |
| 1978 | Vega$                           | Allison Jorden    | Serial TV; episodul: "Lady Ice"              |
| 1979 | From Here to Eternity           | Lorene Rogers     |                                              |
| 1980 | From Here to Eternity           | Lorene Rogers     | Spinoff (anulat după 6 episoade)             |
| 1998 | The Simpsons                    | Herself           | Episodul: "When You Dish Upon a Star"        |

## Premii și nominalizări
Basinger a primit un Premiu Oscar, premiul  Globul de Aur, (a avut două nominalizări), un Screen Actors Guild Award, un premiu din partea National Board of Review of Motion Pictures, un premiu din partea South Eastern Film Critics Association. Are două stele pe Hollywood Walk of Fame. A fost nominalizată pentru British Academy Film Awards, People's Choise Awards, Saturn Awards (de trei ori)) și MTV Movie Awards (de patru ori). Mai multe detalii despre Basinger se pot vedea pe pagina ei IMDb.